# 2-cm-Flak-Vierling 38
Der 2-cm-Flak-Vierling 38 war eine Flugabwehrkanone (Flak) der Wehrmacht im Zweiten Weltkrieg.

## Entwicklung
Im Jahre 1938 aus der 2-cm-Flak 38 für den Einsatz auf Schiffen der Kriegsmarine konzipiert, wurde das Geschütz später von der gesamten Wehrmacht übernommen. Der Flak-Vierling 38 fand breite Anwendung als Abwehrwaffe gegen Tiefflieger und war häufig Bestandteil von Flaktürmen, Panzerzügen und anderen befestigten Luftabwehrstellungen. Ebenso konnte die Waffe im Notfall auch im Erdkampf eingesetzt werden, wofür zusätzlich ein Schutzschild montiert wurde. Nahezu alle Schiffe der Kriegsmarine (darunter auch U-Boote) wurden nach und nach mit den Vierlingen nachgerüstet. Produziert wurde der Flak-Vierling 38 bei den Ostmarkwerken Wien-Arsenal, im Werk Chemnitz der Auto Union AG sowie bei Benteler in Bielefeld. Der Preis betrug 20.000 RM.

## Technische Beschreibung
Die Lafette hatte eine Dreiecksbettung mit höhenverstellbaren Füßen. Der Richtschütze justierte die Waffe mit Hilfe zweier Handräder; abgefeuert wurde mittels zweier Pedale, je eines für zwei diametral zueinander liegende Läufe. Aufgerichtet hatte die Flak eine Höhe von 3,07 m. Das Höhenrichtfeld reichte von −10° bis zu +100°. Die Bedienung bestand aus sieben Mann. Ihr standen verschiedene Visiereinrichtungen zur Verfügung, dies waren: das Flakvisier 40, das Linealvisier 21, das Schwebekreisvisier 30/38 und das Erdzielfernrohr 3×8 für den Erdkampfeinsatz.

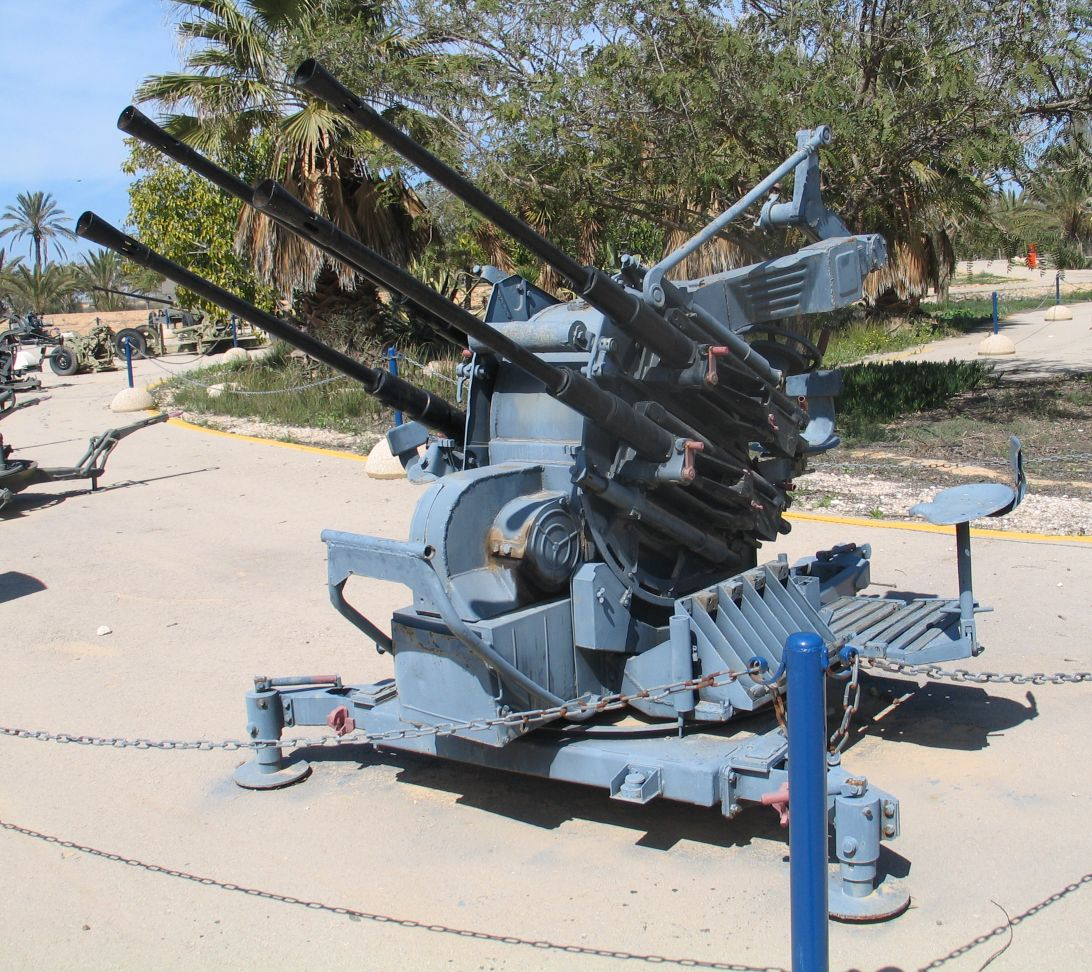
2-cm-Flakvierling 38

Zusammen waren die vier Läufe theoretisch in der Lage, 1800 Schuss pro Minute abzugeben. Im Einsatz war eine Zahl von 800 Schuss/min realistisch. Die Kanonen ließen sich automatisch oder halbautomatisch, gleichzeitig alle vier oder je zwei diametral abfeuern. Die maximale Schussweite betrug 4800 m, die maximale Schusshöhe lag bei 3800 m, die Zerlegergrenze bei 2200 m.

## Einsatz
Nachdem das Geschütz ursprünglich für die Kriegsmarine entwickelt worden war, wurde es modifiziert für den Einsatz an Land ab 1940 auch beim Heer und der Luftwaffe verwendet.
Der Flak-Vierling 38 wurde normalerweise auf dem einachsigen Sonderanhänger 52 (Sd.Ah. 52) von Halbkettenfahrzeugen wie dem Maultier, dem Sd.Kfz. 251 oder dem Sd.Kfz. 11 gezogen. Um vollständig mobile Luftabwehrfahrzeuge zu erhalten, wurde das Geschütz auch auf dem Halbkettenfahrzeug Sd.Kfz. 7 und als „Wirbelwind“ auf dem Fahrgestell des Panzer IV montiert.

## Varianten

### 2-cm-Flak-Vierling 38/43
Als Weiterentwicklung wurde 1943 der 2-cm-Flak-Vierling 38/43 entwickelt, der besonders wasserfest war und auf U-Booten eingesetzt werden sollte. Er ging nicht in Serie, da der Bedarf aufgrund der geänderten U-Boot-Taktik, Überwasserkämpfen auszuweichen, inzwischen nicht mehr vorhanden war.

### 2-cm-Flak-Vierling 38/43F
Im April 1945 wurde noch der 2-cm-Flak-Vierling 38/43F mit einem Feuerleitradar von Telefunken zwischen den vier Rohren erprobt.